# Procladius abetus
Procladius abetus är en tvåvingeart som beskrevs av Roback 1971. Procladius abetus ingår i släktet Procladius och familjen fjädermyggor. Inga underarter finns listade i Catalogue of Life.